# Jan Piotrowski

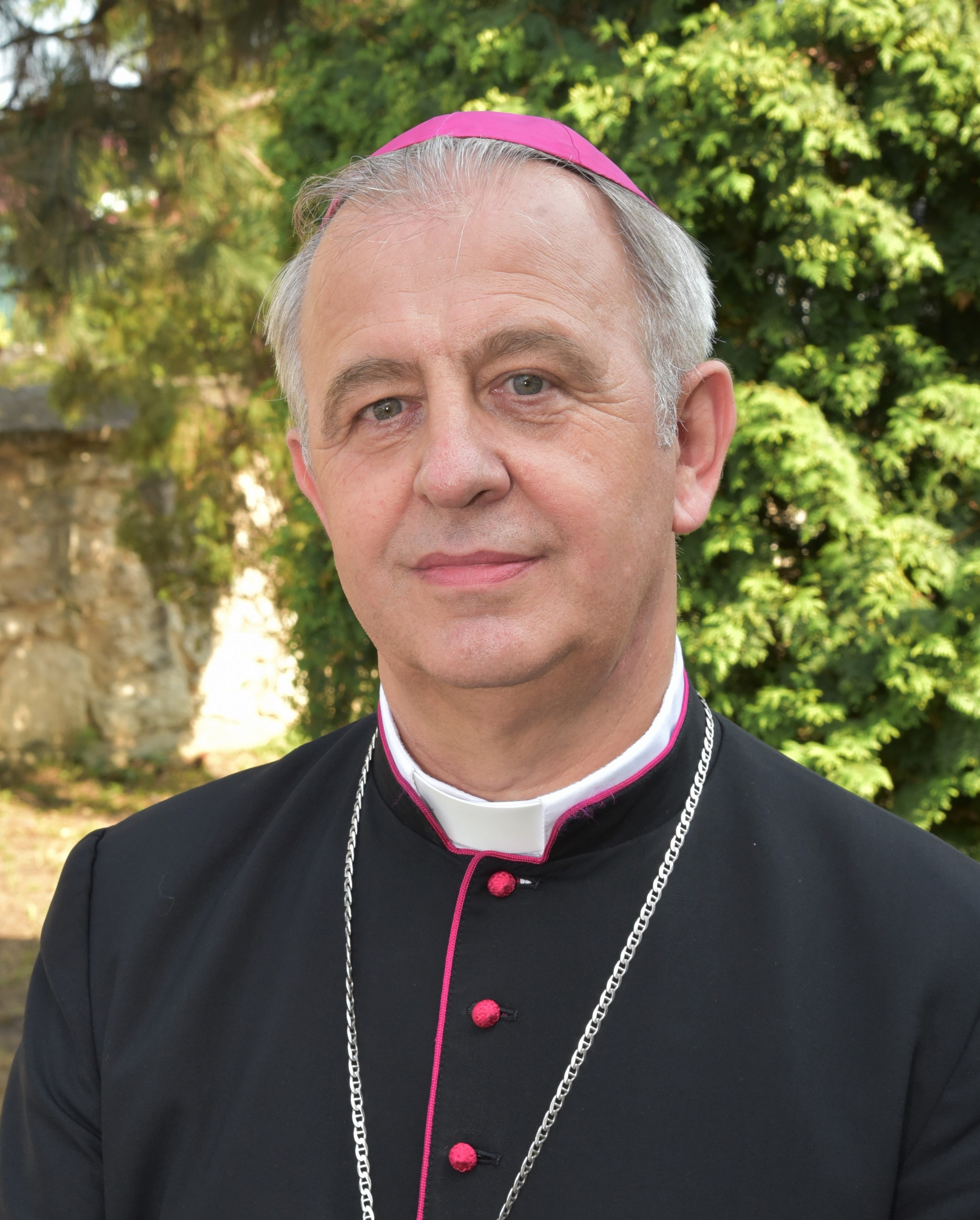
Jan Piotrowski (2018)

Bischofswappen von Jan Piotrowski

Jan Piotrowski (* 5. Januar 1953 in Szczurowa, Woiwodschaft Kleinpolen, Polen) ist ein polnischer Geistlicher und römisch-katholischer Bischof von Kielce.

## Leben
Jan Piotrowski trat 1972 in das Priesterseminar des Bistums Tarnów ein und empfing am 25. Mai 1980 das Sakrament der Priesterweihe. Nach Kaplansjahren im Bistum Tarnów ging er 1985 für sechs Jahre als Missionar nach Brazzaville im Kongo. Von 1991 bis 1997 war er in Rom für das Werk der Glaubensverbreitung tätig. Während dieser Zeit studierte er auch zwei Jahre lang Missionswissenschaft am Institut Catholique de Paris. 1997 wurde er in diesem Fach an der Theologischen Akademie Warschau zum Dr. theol. promoviert. In den Jahren 1999 und 2000 war er als Missionar in Peru tätig.
Von 2000 bis 2010 war Piotrowski Nationaldirektor der Päpstlichen Missionswerke in Polen. Im Jahr 2004 wurde ihm der Ehrentitel Päpstlicher Ehrenkaplan (Monsignore) verliehen. Seit 2009 war er Pfarrer in Nowy Sącz.
Am 14. Dezember 2013 ernannte ihn Papst Franziskus zum Titularbischof von Sinitis und zum Weihbischof in Tarnów. Die Bischofsweihe spendete ihm und dem gleichzeitig ernannten Stanisław Salaterski der Bischof von Tarnów, Andrzej Jeż, am 25. Januar des folgenden Jahres. Mitkonsekratoren waren der Apostolische Nuntius in Polen, Erzbischof Celestino Migliore, und der emeritierte Weihbischof in Tarnów, Władysław Bobowski.
Am 11. Oktober 2014 ernannte ihn Papst Franziskus zum Bischof von Kielce. Die Amtseinführung fand am 29. November desselben Jahres statt.
2014 ernannte ihn Kardinal-Großmeister Edwin Frederick O’Brien zum Großoffizier des Ritterordens vom Heiligen Grab zu Jerusalem. Die feierliche Investitur in die polnische Statthalterei fand am 29. November 2014 in der Kathedrale Mariä Himmelfahrt in Kielce statt.